# Kauno Autobusų Gamykla
Kauno Autobusų Gamykla, KAG (ros. Каунасский автобусный завод) – radziecki producent autobusów, który miał swoją siedzibę w Kownie na terenie Litewskiej SRR. Łącznie wyprodukował ponad 12 000 autobusów w latach 1950–1961. Zakład powstał na bazie warsztatu Forda, który został upaństwowiony po zajęciu Kowna przez Związek Radziecki.

## Modele
- KAG-1
- KAG-3
- KAG-31
- KAG-32
- KAG-33
- KAG-34
- KAG-317
- KAG-4
- KAG-41